# لا بارا دي لاس فيجاس
بلدية لا بارا دي لاس فيجاس (بالإسبانية: La Parra de las Vegas)‏، هي إحدى بلديات مقاطعة قونكة إحدى مقاطعات إسبانيا، و التي تقع في منطقة قشتالة لا منتشا وسط البلاد, و المائلة لجهة الشرق من إسبانيا.
يبلغ عدد سكانها 43 نسمة وفقاً لإحصائية سنة (2007).